# Ehrenfels (Schiff, 1990)
Die Ehrenfels ist ein 1990 für die Bingen-Rüdesheimer Fähr- und Schifffahrtsgesellschaft gebautes Binnenfahrgastschiff, das die Reederei für Rundfahrten, Ausflugsfahrten und im Charterverkehr im Oberen Mittelrheintal nutzt.

## Geschichte
Auf Bestellung der genossenschaftlichen Bingen-Rüdesheimer Fähr- und Schifffahrtsgesellschaft aus Bingen am Rhein stellte die Lux-Werft in Mondorf den Neubau unter der Baunummer 118 im Jahr 1990 fertig. Bei der Ablieferung im gleichen Jahr wurde das Schiff auf den Namen Ehrenfels getauft. Es ist damit das erste Schiff der Reederei, das die Burg Ehrenfels westlich von Rüdesheim als Namensgeber aufgreift.
Mit dem Neubau baute die Bingen-Rüdesheimer ihre Flotte von Fahrgastschiffen weiter aus, die sie für den Ausflugsverkehr im Oberen Mittelrheintal aufgebaut hatte. Seit der Indienststellung ist die Ehrenfels ausschließlich für die „Bingen-Rüdesheimer“ in Fahrt. Im Jahr 2017 wurde die Innenausstattung des Schiffes erneuert. Gleichzeitig wurden die ursprünglichen Deutz-Dieselmotoren gegen MAN-Motoren ausgetauscht.
Die Reederei setzt die Ehrenfels auf allen Angeboten – Linien-, Rund- und Sonderfahrten – ein. Ihre Ausgangspunkte sind in der Regel Rüdesheim sowie Bingen, von denen das Schiff vor allem im Oberen Mittelrheintal Ausflugsfahrten unterschiedlicher Länge und Dauer zur Burg Rheinstein, nach Bacharach oder Sankt Goar und Sankt Goarshausen durchführt, aber auch themenbezogene Fahrten („Feuerwerkfahrten“ etc.).

## Das Schiff
Die Ehrenfels ist 48,37 Meter lang und 9,20 Meter breit. Der Tiefgang beträgt 1,15 Meter. Angetrieben wird das Schiff von zwei MAN-Dieselmotoren mit zusammen 770 PS. Das Schiff ist für 600 Passagiere zugelassen, davon sind 350 Sitzplätze.